# Diptilon crassa
Diptilon crassa är en fjärilsart som beskrevs av Hans Zerny 1912. Diptilon crassa ingår i släktet Diptilon och familjen björnspinnare. Inga underarter finns listade i Catalogue of Life.